# Arendsee (Altmark)
Arendsee (Altmark) ([ˈaːʁɛntzeː] Ausspracheⓘ) ist eine Stadt im Altmarkkreis Salzwedel in Sachsen-Anhalt. Sie wurde 2002 als Luftkurort staatlich anerkannt.

## Geographie

### Lage
Die Stadt liegt im Norden der Altmark am Südufer des Arendsees, des größten und tiefsten natürlichen Sees in Sachsen-Anhalt. Nur wenige Kilometer entfernt befinden sich das Wendland in Niedersachsen und die Prignitz in Brandenburg.

### Gemeindegliederung
Die Stadt Arendsee ist eine Einheitsgemeinde, die in 16 Ortschaften gegliedert ist, zu denen Ortsteile mit Wohnplätzen gehören:
- Arendsee Kernstadt (mit Wohnplatz Charlottenhof) mit Genzien und Gestien bilden erst seit Juli 2024 eine eigene Ortschaft[7]
- Binde mit Binde und Ritzleben
- Fleetmark mit Fleetmark (mit Wohnplatz Ziegelei), Lüge, Molitz und Störpke
- Höwisch mit Höwisch
- Kaulitz mit Kaulitz
- Kerkau mit Kerkau und Lübbars
- Kläden mit Kläden und Kraatz
- Kleinau mit Kleinau, Dessau und Lohne
- Leppin mit Leppin, Harpe und Zehren
- Mechau mit Mechau
- Neulingen mit Neulingen
- Rademin mit Rademin (mit Wohnplatz Ortwinkel) und Ladekath
- Sanne-Kerkuhn mit Sanne und Kerkuhn
- Schrampe mit Schrampe und Zießau (mit Wohnplatz Friedrichsmilde)
- Thielbeer mit Thielbeer und Zühlen
- Vissum mit Vissum, Kassuhn und Schernikau
- Ziemendorf mit Ziemendorf

## Geschichte

### Herkunft des Ortsnamens

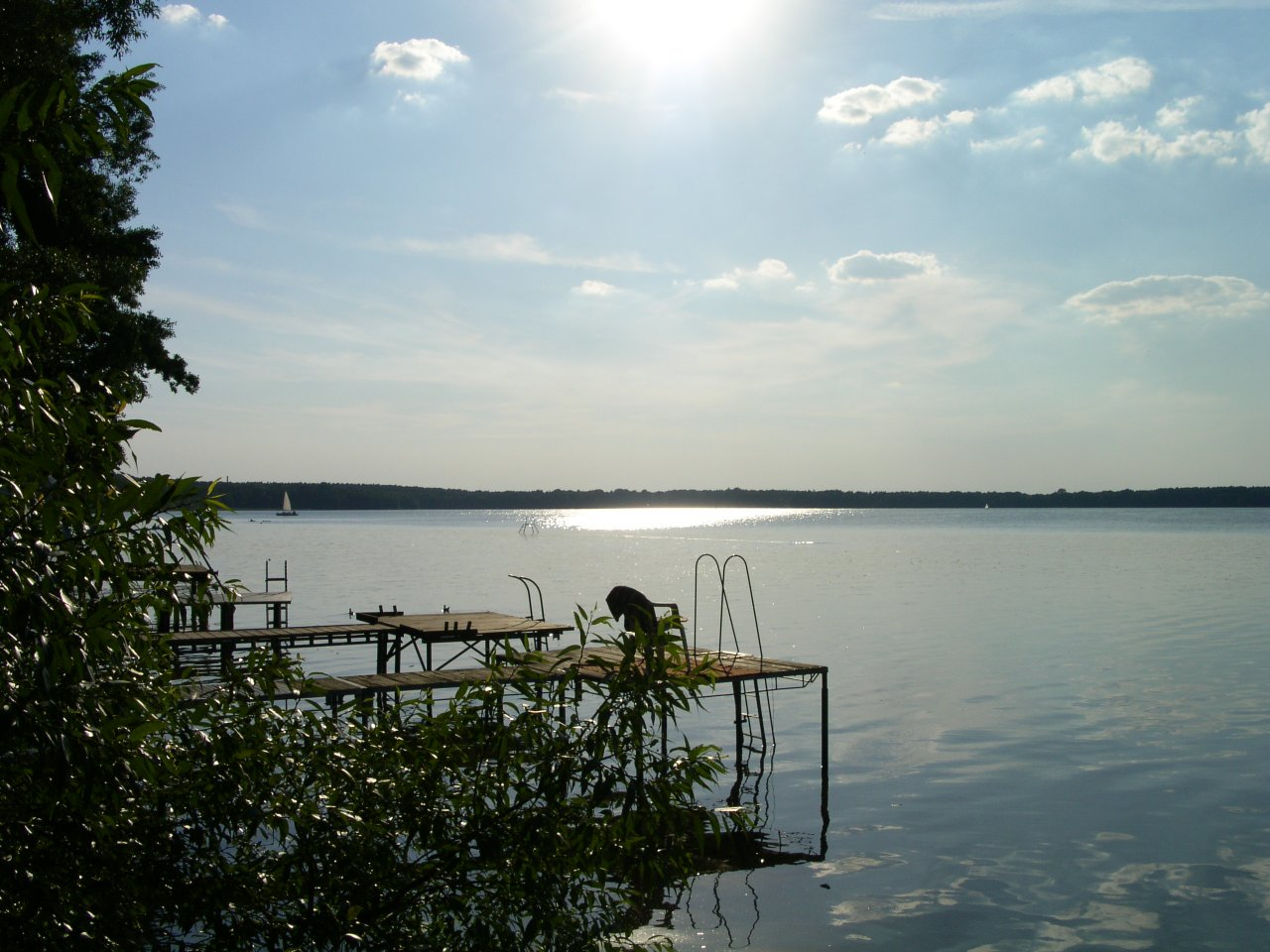
Blick auf den Arendsee

Den namensgebenden See erwähnten bereits die fränkischen Reichsannalen 822 als Arnseo. Um 1150 nannte Saxo die Ortschaft Arnsee, 1183 hieß sie Arnse und Arnes(s)e. Der erste Wortteil stammte von Arn, der Kurzform eines altsächsischen Personennamens. Dies wurde abgewandelt zu Arnd 1312, Arndt 1483, Arnt 1440 und letztlich gestreckt zu Arend 1556.
Arendsee in Deutsche Sagen lag erstaunlich dicht an der namenkundlichen Erklärung, verband den Orts- mit dem Personennamen Arend und einem hiesigen See:

„Von dem Arendsee in der Altmark wird folgendes erzählt: an der Stelle, wo jetzt der See und der Ort dieses Namens liegt, stand vor alters ein großes Schloß. Dieses ging urplötzlich unter, und nicht mehr kam davon als ein Mann und ein Weib. Wie die beiden nun fortgingen, sah sich das Weib ungefähr um und ward der schleunigen Veränderung innen. Verwundert brach sie in die Worte aus: „Arend see!“ (Arend sieh! Den jenes war ihres Mannes Name) und darum gab man nachher dem Städtlein die Benennung, das an dem See auferbaut wurde. In diesem See ragt der feinste, weiße Streusand hervor, und wann die Sonne hell scheint, soll man (wie auch beim See Brock neben den Ossenberg) noch alle Mauern und Gebäude des versunkenen Schlosses sehen. Einige haben einmal vorgehabt, das Wasser zu gründen, und ein Seil eingelassen; wie das herauszogen, fand sich ein Zettel daran mit dem Gebote: „Lasset ab von eurem Unternehmen, sonst wird eurem Orte widerfahren, was diesem geschehen ist.““

Die Brüder Grimm zitieren die Sage aus Johannes Praetorius Weltbeschreibung.

### Mittelalter

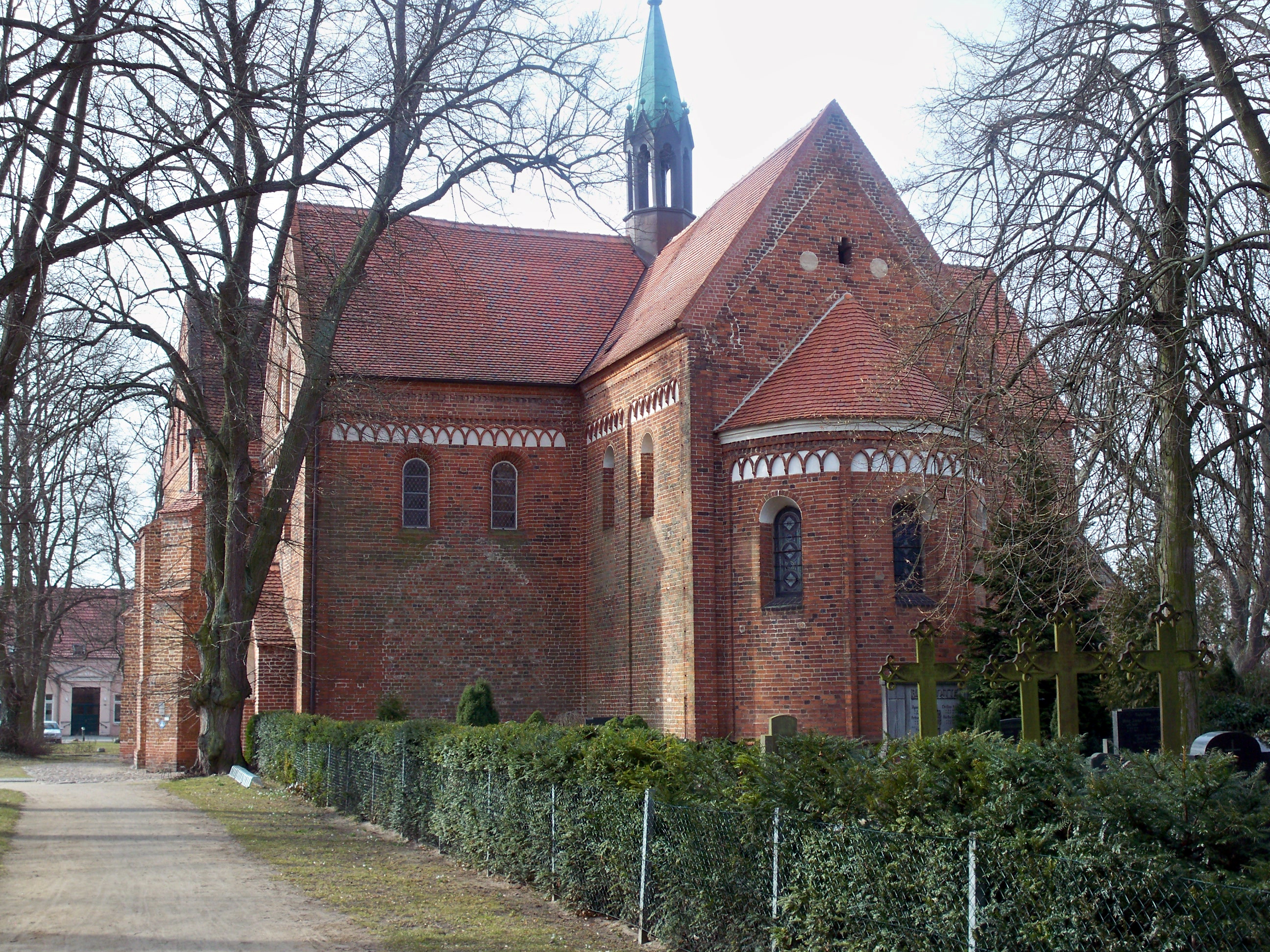
Kirche des Klosters Arendsee

Die fränkischen Reichsannalen berichteten im Jahr 822 im Zusammenhang mit dem Einbruch eines Salzstocks vom Arnseo – dem Arendsee.
1183 wurde das Kloster Arendsee gegründet, ein Benediktinerinnenkloster, das Markgraf Otto I., Sohn Albrechts des Bären, gestiftet hatte. Die ab 1185 entstandene romanische Klosterkirche ist erhalten.

### Frühe Neuzeit
Die Stadtrechte erhielt Arendsee im Jahr 1457 unter Kurfürst Friedrich II. von Brandenburg. Im Dreißigjährigen Krieg wurde die Stadt Arendsee mehrfach geplündert. Im Jahr 1685 versank die Mühle des Ortes bei einem Salzstockeinbruch im See und verhalf ihm zu seiner heutigen Form. Er ist der größte Einbruchssee Norddeutschlands.

#### Hexenverfolgung 1687 in Arendsee
Im Jahre 1687 wurde das Urteil der Juristenfakultät zu Frankfurt/Oder auf dem Köppenberg in Arendsee an drei wegen Zauberei verklagten Frauen aus Heiligenfelde vollstreckt: Catharina Niemann, Asmi Berendts Frau und deren Stieftochter Ilsabe Berendts und Susanne Neilmann, Joachim Neilmanns Tochter. Im Kirchenbuch überlieferte der Pfarrer den Hergang: „An einem Sonntagnachmittag im Jahre 1683 saßen zwei Mädchen aus Hilgenfelde im Schafstall des Kossäten Jakob Berendts. Es waren die siebzehnjährige Susanne Neilmann und die sechzehnjährige Ilsabe Berendts. Diese überredete ihre Freundin Susanne, einen Bund mit dem Teufel zu schließen und mit ihm Buhlerei zu treiben.“ Als Susanne Gewissensbisse bekam, wurde sie von ihrem Teufel namens Claus verprügelt und sie gestand das ihrem Vater, der zum Pfarrer ging. So kam es zum Prozess, der den Frauen das Leben kostete. Die zwei Männer, die sich als Teufel ausgegeben hatten, waren inzwischen geflüchtet.
Den Text den Urteils überlieferte Beckmann im Jahre 1753.
Der ausführliche Bericht des Pfarrers wurde von Elias Caspar Reichard im Jahre 1781 veröffentlicht.

### Neuzeit
1831 brannte eine im Ort seit etwa 1381 bestehende Kapelle nieder. 1881/82 wurde die heutige Sankt-Johannes-Kirche gebaut. Der Wanderprediger gustaf nagel errichtete ab 1910 das heute nur noch in Teilen erhaltene gustaf-nagel-Areal am Ufer des Arendsees. Ab 1939 wurde das 1837/38 für die Stadtschule errichtete Haus als Rathaus Arendsee genutzt. 1942 zerstörten HJ-Marineschüler die Garten- und Tempelanlage gustaf nagels.
Zu DDR-Zeiten hatte Arendsee einen bedeutenden Tourismus aufzuweisen. Der See und seine Umgebung bildeten in Maßen einen Ersatz für den Ostseestrand. Zahlreiche Ferienwohnheime und ein Campingplatz dienten als Unterkunftsmöglichkeiten. Seit der Wende ist die Zahl der Tagesausflügler hoch geblieben, die Zahl der Übernachtungen jedoch stark gesunken. Das Kinderferienlager KiEZ Arendsee bietet seit DDR-Zeiten Ferienlagerangebote an. Errichtet und unterhalten wurde es vom Schwermaschinenbaukombinat Karl Liebknecht Magdeburg. Damals trug es den Namen des KPF-Vorsitzenden Maurice Thorez.
Der Ortsteil Arendsee (Altmark) hat den Status eines staatlich anerkannten Luftkurortes. Die Stadt gehörte bis zum 30. Juni 1994 zum Landkreis Osterburg.

### Eingemeindungen
Am 1. April 1928 wurde der Gutsbezirk Arendsee-Remontedepot im Landkreis Osterburg mit der Stadtgemeinde Arendsee in demselben Kreis vereinigt. Einige Monate später, am 17. Oktober 1928 wurde der am See gelegene Teil des Gutsbezirks Arendsee, Forst mit der Stadtgemeinde Arendsee vereinigt. Der restliche an der hannoverischen Grenze gelegene unbewohnte Teil wurde mit der Landgemeinde Ziemendorf vereinigt.
Am 1. Dezember 1973 wurde die bis dahin eigenständige Gemeinde Genzien mit ihrem Ortsteil Gestien eingegliedert. Gestien war bereits am 20. Juli 1950 nach Genzien eingemeindet worden.
Am 1. Januar 2010 wurden die vormals eigenständigen Gemeinden Binde, Höwisch, Kaulitz, Kerkau, Kläden, Kleinau, Leppin, Neulingen, Sanne-Kerkuhn, Schrampe, Thielbeer und Ziemendorf in die Stadt Arendsee (Altmark) eingemeindet. Arendsee wurde Einheitsgemeinde, die Verwaltungsgemeinschaft Arendsee-Kalbe mit Sitz in Arendsee wurde aufgelöst.

### Einwohnerentwicklung

#### Stadt, Amt, Kloster, Gut
| Jahr            | 1722 | 1730 | 1733 | 1740 | 1750 | 1770 | 1771 | 1774 | 1780 | 1789 | 1790 | 1798 | 1801     |
| Stadt Arendsee  | 0553 | 0774 | 0768 | 0677 | 0727 | 0934 | 1079 | 1043 | 1230 |      | 1147 |      | [00]1341 |
| Amt             |      |      |      |      |      |      |      | 028  |      | 086  |      | 0102 | 0107     |
| Kloster         |      |      |      |      |      |      |      |      |      |      |      | 013  |          |
| Vorstadt Hawort |      |      |      |      |      |      |      |      |      |      |      |      | 0126     |

| Jahr            | 1818 | 1840 | 1848 | 1864 | 1871 | 1885 | 1895 | 1905 |
| Stadt Arendsee  | 1970 | 1869 | 2006 | 2194 | 2002 | 2088 | 2128 | 2116 |
| Forstgutsbezirk |      | 017  |      | 066  | 05   | 02   | 03   | 03   |
| Remontedepot    |      |      |      | 04   | 061  | 061  | 069  | 057  |

Quelle, wenn nicht angegeben,

#### Stadt
| Jahr | Einwohner |
| ---- | --------- |
| 1925 | 2.300     |
| 1939 | 2.415     |
| 1946 | 3.240     |
| 1964 | 3.092     |
| 1971 | 3.204     |
| 1981 | 3.398     |
| 1993 | 3.267     |
| 2006 | 2.848     |
| 2007 | 2.856     |
| 2008 | 2.852     |
| 2010 | 7.381     |
| 2011 | 7.237     |

| Jahr | Einwohner |
| ---- | --------- |
| 2012 | 7.176     |
| 2013 | 7.056     |
| 2014 | 7.023     |
| 2015 | 6.929     |
| 2016 | 6.850     |
| 2017 | 6.722     |
| 2018 | 6.750     |
| 2019 | 6.750     |
| 2020 | 6.748     |
| 2021 | 6.791     |
| 2022 | 6.797     |
| 2023 | 6.666     |

Quelle, wenn nicht angegeben, bis 2006, ab 2007

#### Ortsteil
| Jahr | Einwohner |
| ---- | --------- |
| 2011 | 2555      |
| 2015 | 2445      |
| 2016 | 2430      |
| 2017 | 2398      |
| 2020 | 2437      |
| 2021 | 2455      |
| 2022 | 2485      |
| 2023 | 2411      |

## Politik

### Stadtrat
Die Stadtratswahl am 9. Juni 2024 führte bei einer Wahlbeteiligung von 65,74 % (2019: 58,0 %) zu folgender Zusammensetzung des Stadtrats:

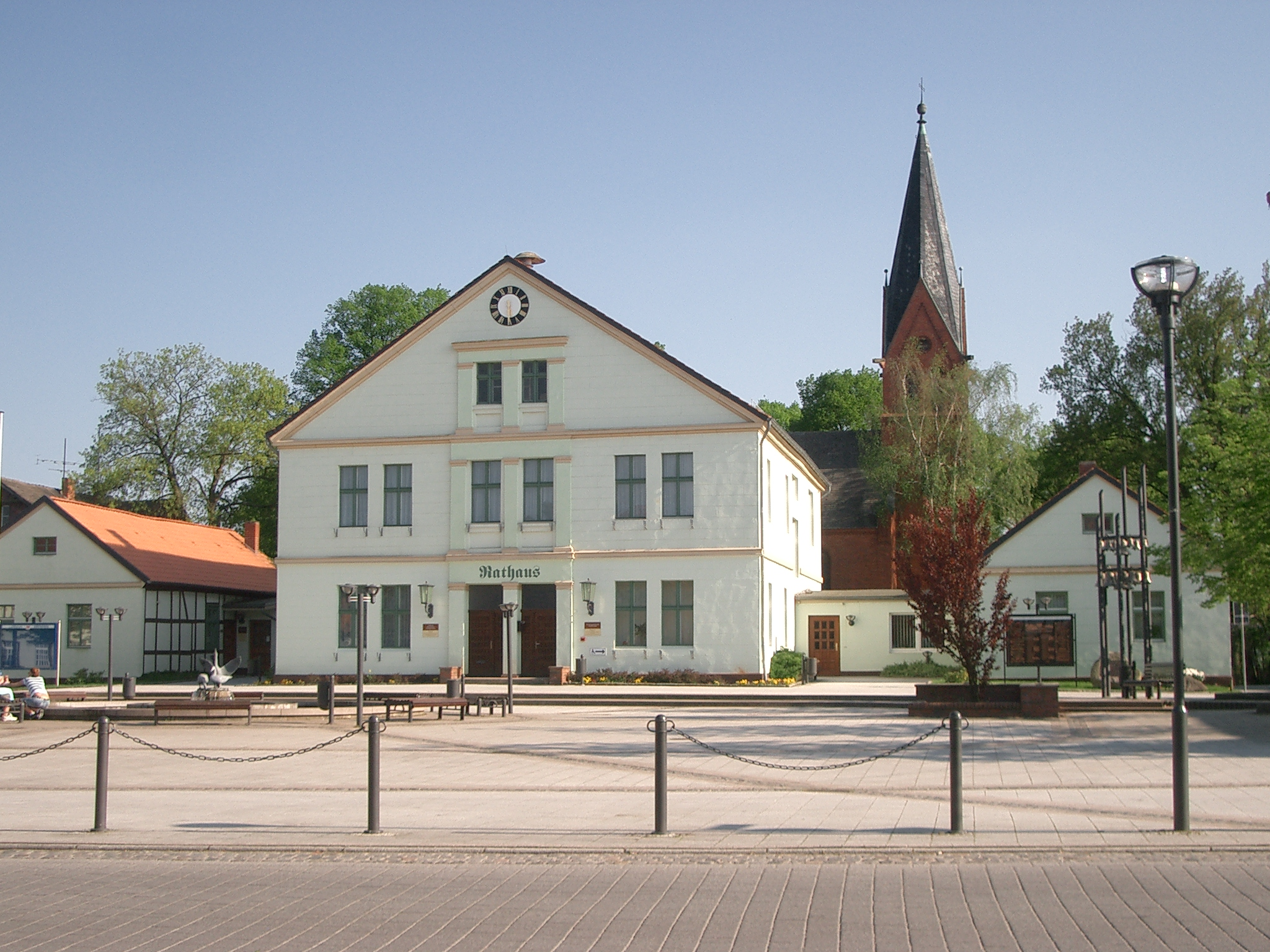
Rathaus und Stadtkirche

| Partei / Liste                                       | Sitze | +/− |
| CDU                                                  | 6     | + 1 |
| ZukunftsGemeinschaft Stadt & Land Arendsee           | 5     | + 5 |
| AfD                                                  | 3     | + 2 |
| Freie Wählergemeinschaft Feuerwehren Arendsee (FWFA) | 2     | + 2 |
| Freie Wählergemeinschaft Arendsee Land (FWG AL)      | 2     | - 4 |
| FREIE LISTE Altmarkkreis Salzwedel (FL)              | 1     | - 1 |
| SPD                                                  | 1     | ± 0 |
| Die Linke                                            | 1     | - 3 |

### Bürgermeister
2009 wurde der Jurist Norman Klebe zum neuen Bürgermeister gewählt, er wurde 2016 und 2023 nach einer Stichwahl im Amt bestätigt.

### Ortschaftsrat
Die erstmalige Ortschaftsratswahl in der Ortschaft Arendsee vom 9. Juni 2024 ergab die folgende Sitzverteilung.
- 5 Sitze CDU
- 2 Sitze SPD

Gewählt wurden nur Männer. Die Wahlbeteiligung betrug 60,77 Prozent.
Die Ortschaft umfasst die drei Ortsteile Arendsee, Genzien und Gestien.

### Ortsbürgermeister
Hans-Joachim Hinze (CDU) ist seit Juli 2024 Ortsbürgermeister der Ortschaft Arendsee.

### Wappen und Flagge
Das Wappen wurde am 20. September 1938 durch den Oberpräsidenten der Provinz Sachsen verliehen.
| Wappen von Arendsee | Blasonierung: „In Silber ein goldbewehrter roter Adler über blauem Wellenschildfuß mit fünf silbernen Wellen.“ |
| Wappen von Arendsee | Wappenbegründung: Wann Arendsee erstmals ein Wappen führte, lässt sich nicht mehr feststellen. Frühere Embleme enthielten den fliegenden preußischen Adler, mit Krone, Zepter und Reichsapfel sowie dreizehn Seerosen, womit die Zahl der Ratsmitglieder gemeint war. Sie wurden jedoch als „Spielerei aus dem Jahrhundert des heraldischen Verfalls“ aufgegeben. Der heute gezeigte märkische Adler kennzeichnet die Zugehörigkeit der Stadt zur Mark Brandenburg, die Wasserfläche symbolisiert den nahegelegenen Arendsee. |

Das Wappen wurde von dem Magdeburger Staatsarchivrat Otto Korn gestaltet.
Die Flagge der Stadt ist Weiß-Rot gestreift und mittig mit dem Stadtwappen belegt.

### Städtepartnerschaften
Seit dem 29. Juni 2018 besteht eine Städtepartnerschaft zwischen Wydminy in der polnischen Woiwodschaft Ermland-Masuren und Arendsee (Altmark).

## Kultur und Sehenswürdigkeiten

### Geschichtsdenkmale
- Grab mit Grabstein auf dem Friedhof des Ortsteiles Genzien für zwei namentlich unbekannte KZ-Häftlinge, die beim Todesmarsch zwischen Salzwedel und Seehausen (Altmark) von SS-Männern erschossen wurden
- Grab auf demselben Friedhof für das Kind einer unbekannten russischen Zwangsarbeiterin, das während des Zweiten Weltkrieges ums Leben kam

### Sport
In Arendsee gibt es die Sportvereine SV Arendsee 1920 e. V. (Fußball), TSV Arendsee (unter anderem Tennis, Tischtennis und Kegeln), Segler-Verein Arendsee von 1958 e.V., ADV-Arendseer Drachenbootverein, Wassersportverein Arendsee / WSV Arendsee (Drachenboot, SUP) und Arendsee’r Regattaverein 08 (Segeln). Arendsee gehört zu den Altmärkischen Wandernestern, die im Altmärkischen Wanderverein organisiert sind. Die Stadt war ein Austragungsort der Fußball-Weltmeisterschaft 2006 der Menschen mit geistiger Behinderung. Seit 1998 wird der Arendsee-Triathlon vom Verein Triathlonfüchse Osterburg veranstaltet und seit 2009 findet jährlich ein Schülertriathlon statt.
Nachdem sich Arendsee 2021 als Host Town für die Gestaltung eines viertägigen Programms für eine internationale Delegation der Special Olympics World Summer Games 2023 beworben hatte, wurde die Stadt 2022 als Gastgeberin für Special Olympics Syrien ausgewählt. Das Programm für die Delegation wird vor den Weltspielen stattfinden und macht Arendsee zu einem Teil des größten kommunalen Inklusionsprojekts in der Geschichte der Bundesrepublik mit mehr als 200 Host Towns.

## Wirtschaft und Infrastruktur

### Tourismus

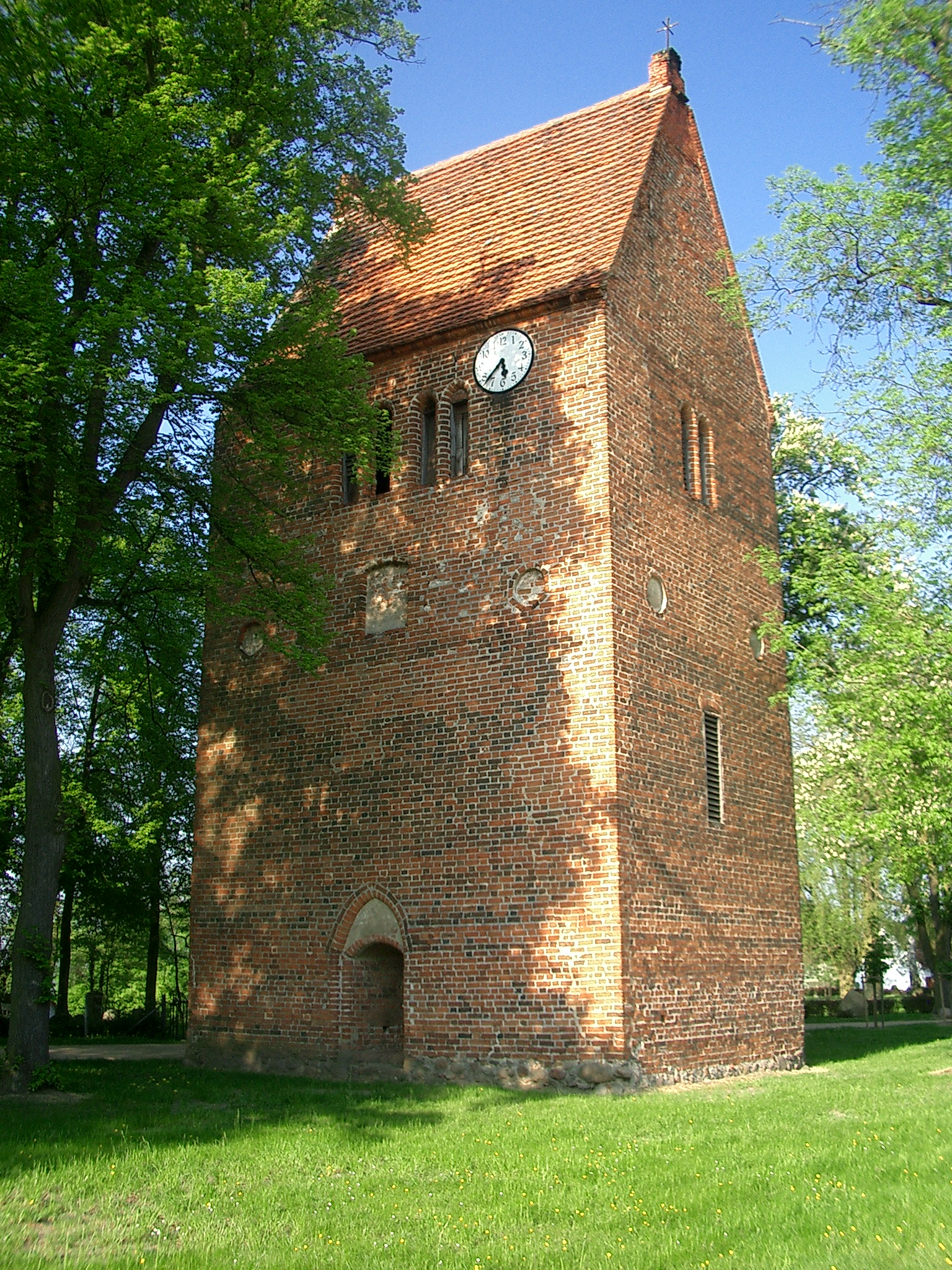
Kluthturm, Teil des Klosters Arendsee

Durch die Lage am Arendsee spielt der Tourismus eine wichtige Rolle in der Stadt. In der Kernstadt gibt es Hotels, Pensionen und Ferienwohnungen, Übernachtungsmöglichkeiten auch in einigen Ortsteilen. 2014 wurden 179.010 Übernachtungen bei 45.023 Ankünften registriert.
Im Nordosten der Stadt liegt nahe dem See ein Strandbad mit Sandstrand und Seetribüne, das in den Monaten Mai bis September geöffnet ist. Ein nahegelegener Campingplatz verfügt über 320 Dauercampingplätze und großzügig bewaldete Flächen für circa 150 Touristcamper. Seit 2014 befindet sich dort das Jugendfilmcamp, das einen Einblick in die verschiedenen Fachbereiche der Filmproduktion gibt. Innerhalb einer Woche entstehen dort Kurzfilme, die von Jugendlichen ab 12 Jahren produziert werden. An der Konzeption und an der Durchführung des Jugendfilmcamps arbeiten Dozenten mit, die sowohl in der künstlerischen Praxis als auch in der Ausbildung tätig sind.
Im Osten der Stadt liegt auf einem neun Hektar großen Gelände die Ferienanlage KiEZ Arendsee. Zu den touristischen Anziehungspunkten gehört neben dem See und dem Klostergelände das gustaf-nagel-Areal am Südufer des Sees.

### Verkehr

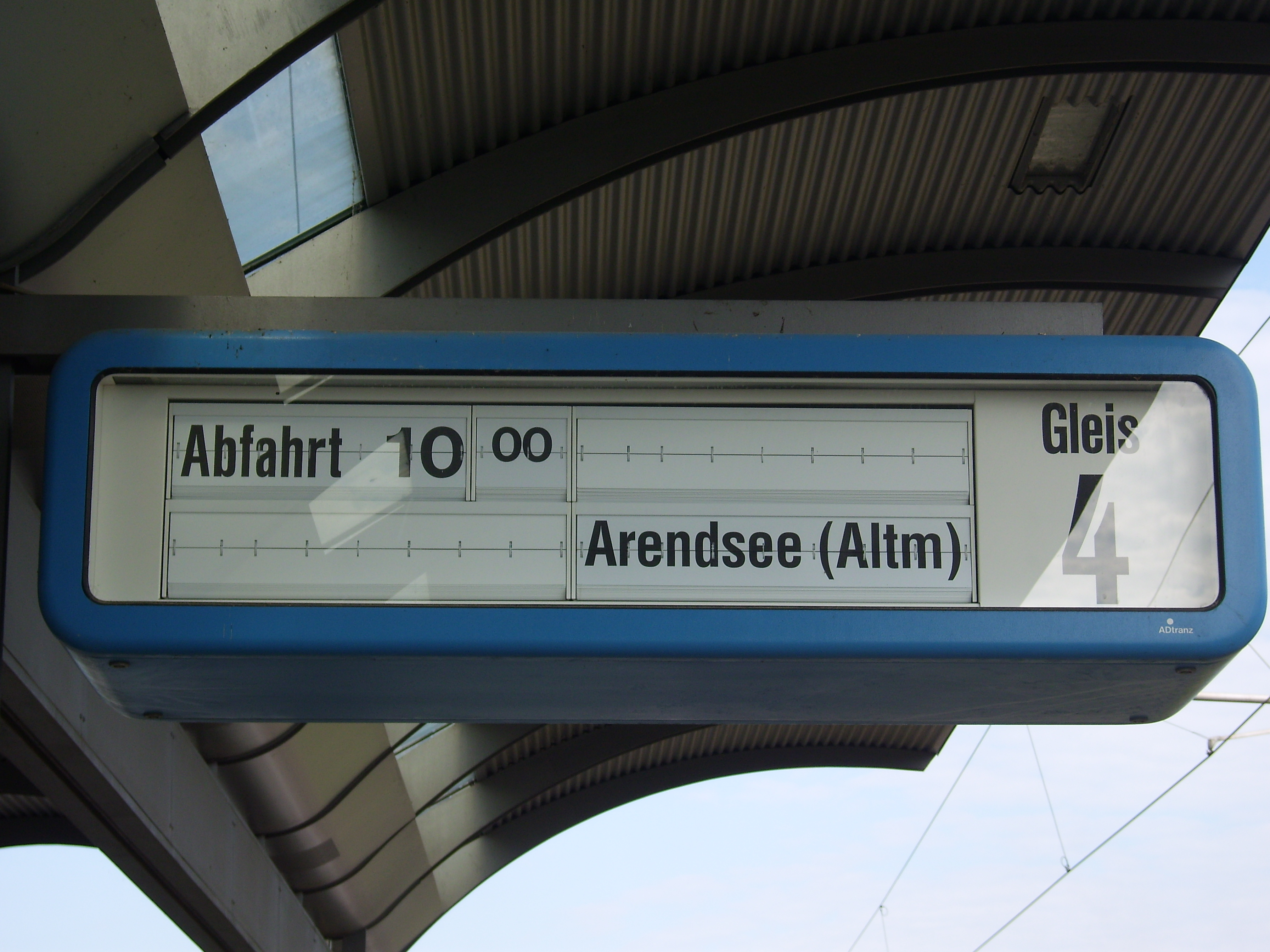
Fallblattanzeiger Gleis 4 in Salzwedel; Sonderzug vom 7. Juni 2008

Arendsee ist im öffentlichen Nahverkehr durch den „TaktBus 200“ des Landesnetzes Sachsen-Anhalt und andere Buslinien der Personenverkehrsgesellschaft Altmarkkreis Salzwedel sowie von StendalBus zu erreichen.

Der erste Zug erreicht Arendsee, Postkarte aus dem Jahre 1908.

Arendsee wurde 1908 durch die Kleinbahn Arendsee–Stendal an das Eisenbahnnetz angeschlossen. Ab 1922 war die Stadt zudem wichtigster Unterwegsbahnhof der Bahnstrecke Salzwedel–Wittenberge – eine der letzten Nebenbahnstrecken, die in Deutschland erbaut wurden. Die Strecke nach Stendal ist seit 1978 stillgelegt und die Verbindung in Richtung Salzwedel/Wittenberge seit 2004 ohne Zugverkehr.
Zeitweise gab es Pläne, die Fahrtroute für Atommüll in Castor-Behältern über die Bahnstrecke Salzwedel–Arendsee und von dort über Straßen ins nahe Gorleben führen zu lassen. Diese Pläne wurden aber wieder fallengelassen.

## Religionen

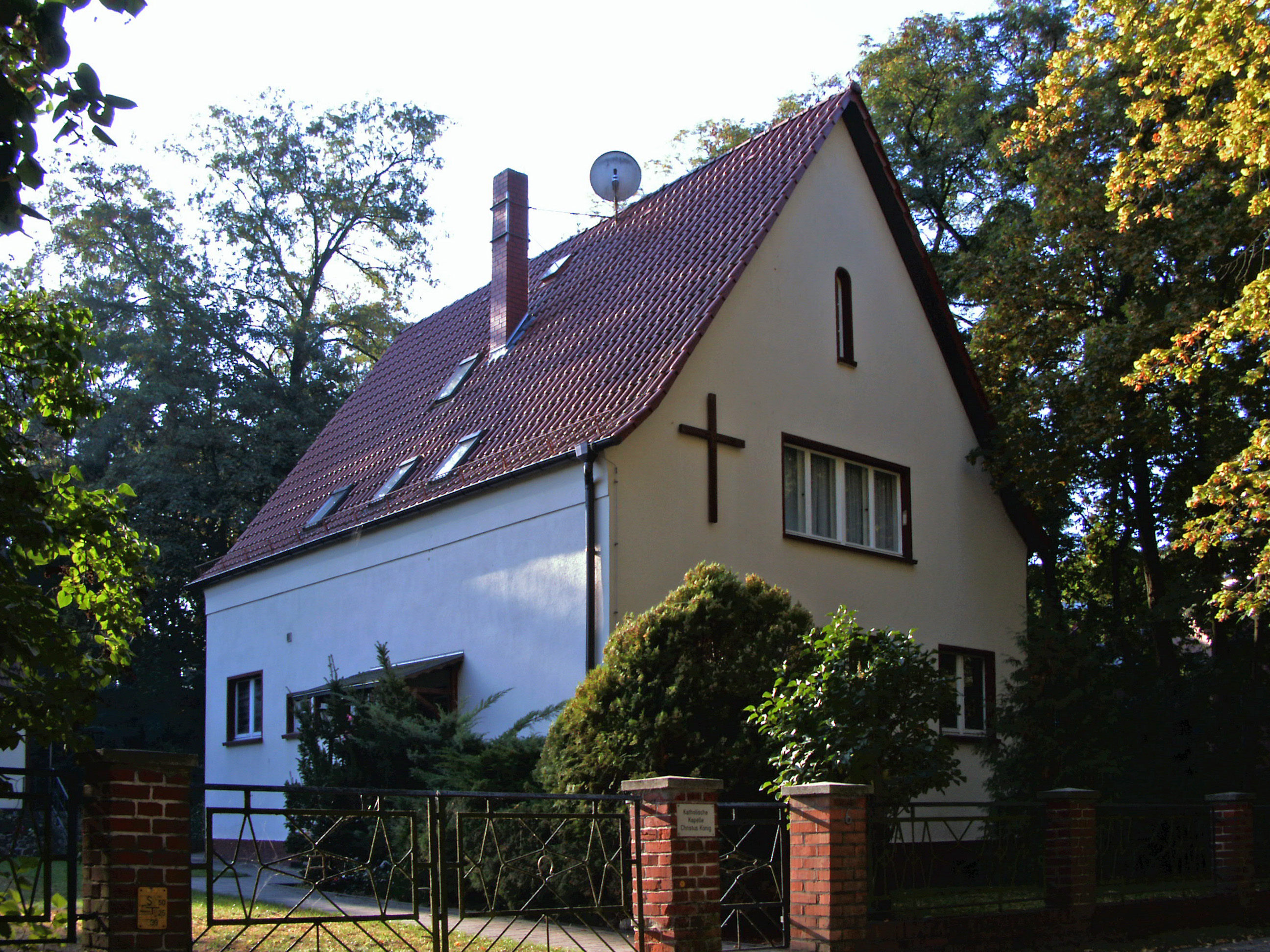
Katholische Kapelle

Die Volkszählung in Deutschland 2022 zeigte, dass von den Einwohnern der Stadt Arendsee rund 20 % der evangelischen und rund 2 % der katholischen Kirche angehörten.
Die evangelische Kirchengemeinde Arendsee gehört zum Pfarrbereich Arendsee des Kirchenkreises Stendal im Bischofssprengel Magdeburg der Evangelischen Kirche in Mitteldeutschland. Zu ihr gehört die Kirche des ehemaligen Klosters Arendsee.
Die katholische Kirche ist mit der Kapelle „Christ König“ in Arendsee vertreten, sie wurde 1934 errichtet und befindet sich in einem Wohnhaus an der Lindenstraße. Heute gehört sie zur Pfarrei „St. Laurentius“ in Salzwedel.

## Persönlichkeiten
- Fritz Gentsch (1866–1946), Heimatmaler und Dichter
- Gustaf Nagel (1874–1952), Wanderprediger und Autor, lebte lange Zeit in Arendsee im gustaf-nagel-Areal
- Richard Kannicht (1931–2020), Altphilologe
- Yvonne Grünwald (* 1984), Akkordeonistin und Teilnehmerin am 59. Eurovision Song Contest in Kopenhagen, ist in Arendsee aufgewachsen

Ehrenbürger
- 1895 Otto von Bismarck (1815–1898), Reichskanzler